# Albert Kaltenmoser
Albert Kaltenmoser (* 1. Mai 1844 in München; † 22. Februar 1871 ebenda) war ein deutscher Genremaler.
Albert Kaltenmoser war ein Sohn des Malers Caspar Kaltenmoser (1806–1867), Bruder der Maler Max Kaltenmoser (1842–1887) und Karl Kaltenmoser (1853–1923).
Albert Kaltenmoser war vom Vater anfangs zum Glockengießer, später zum Lithographen bestimmt. Trotzdem entschied er sich zur Malerei. Er studierte ab dem 30. Oktober 1862 an der Antikenklasse der Akademie der bildenden Künste München bei Arthur von Ramberg.
Albert Kaltenmoser erkrankte an Schwindsucht. Er schuf nur zwei Genrebilder: (Jäger mit einem Schenkmädchen plaudernd und Krankes, die Medicin verweigerndes Kind), die vom Kunstverein München angekauft wurden.
Albert Kaltenmoser starb im Jahre 1871 im 26. Lebensjahr.